# Massacre de Kandahar
Le massacre de Kandahar, aussi appelé le massacre de Panjwai, survient à l'aube du 11 mars 2012, quand seize civils sont abattus et six autres blessés dans le district de Panjwai dans la province de Kandahar en Afghanistan. Neuf des victimes étaient des enfants et onze morts appartenaient à la même famille. Quelques corps sont en partie brûlés. 
Le staff sargeant Robert Bales de l'Armée de terre des États-Unis sera arrêté plus tard dans la matinée après s'être accusé des meurtres. Le 23 août 2013, au terme d'un procès tenu sur une base militaire américaine, Bales est condamné à l'emprisonnement à perpétuité sans possibilité de libération conditionnelle.

## Réactions

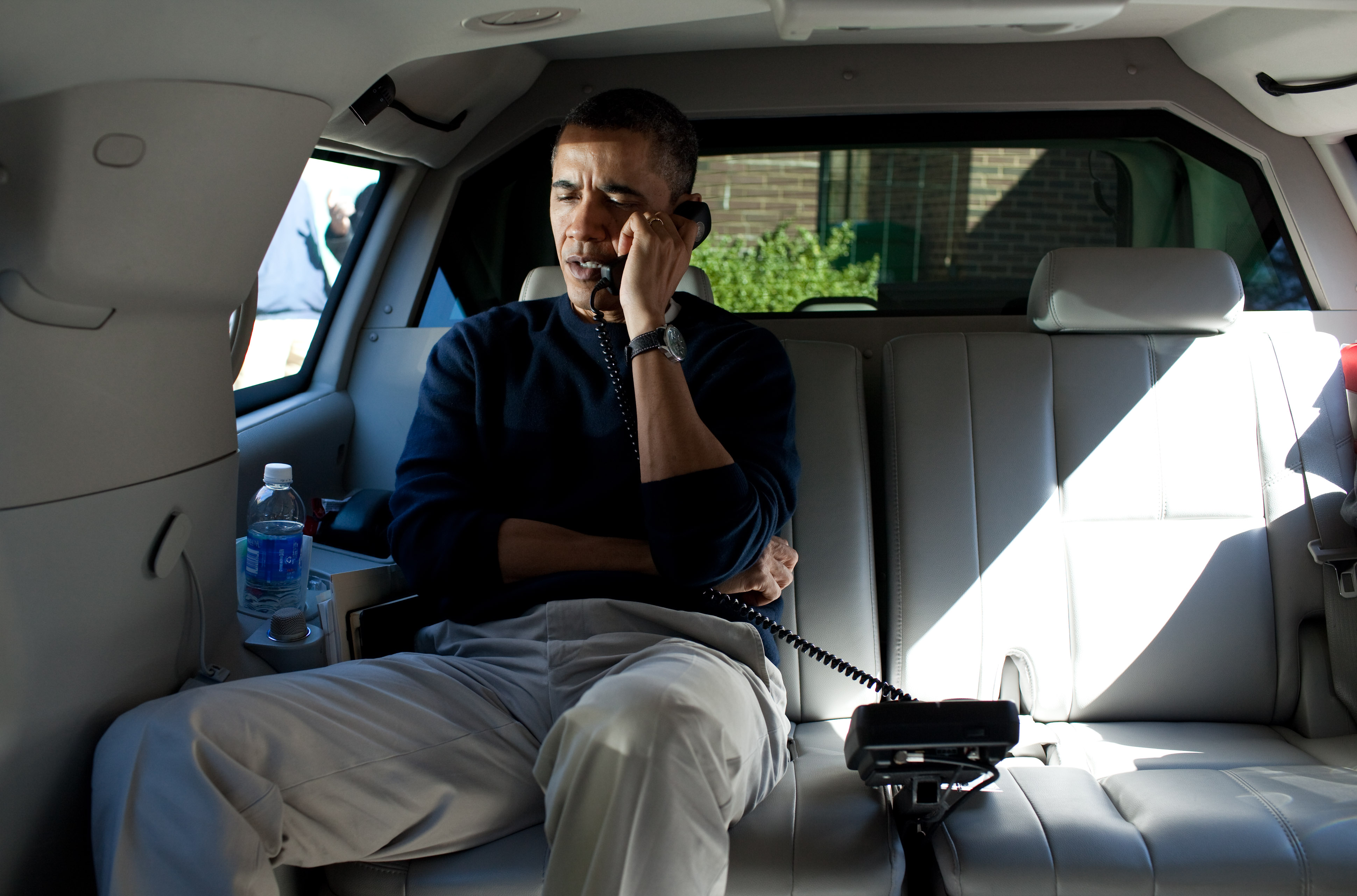
Le président américain Barack Obama téléphonant à son homologue afghan Hamid Karzai à la suite du massacre afin de lui exprimer ses condoléances.

Les responsables de la Force internationale d'assistance et de sécurité et les autorités américaines présentent leurs excuses pour les morts. Les autorités afghanes condamnent le geste, affirmant qu'il s'agit de meurtres avec préméditation. L'Assemblée nationale d'Afghanistan vote une résolution demandant un procès public en Afghanistan, mais le secrétaire à la Défense des États-Unis, Leon Panetta, réplique que le soldat serait jugé selon les lois militaires américaines. Le 5 juin 2013, Bales plaide coupable aux 16 chefs d'accusation de meurtre prémédité en échange de l'abandon d'une poursuite pour la peine de mort. Au moment de sa demande de pardon, il affirme ignorer pourquoi il avait ouvert le feu.
Les autorités américaines concluent que les meurtres ont été le fait d'une seule personne. Le 15 mars 2012, un groupe composé de plusieurs membres de l'Assemblée nationale d'Afghanistan avance cependant que jusqu'à 20 soldats ont participé aux meurtres. Plus tard, le groupe ne put confirmer ces soupçons.
De leur côté, les Talibans dénoncent dans une déclaration « l'esprit sauvage des Américains » et parlent d'un « crime sanglant et inhumain ».